# Talk of the Devil
Talk Of The Devil — третий студийный альбом группы «Мастер», выпущен в 1992 году на фирме «Moroz Records». Запись сделана на студии «SNC-records», звукорежиссёр — Евгений Трушин.

## Об альбоме
Это первый полностью англоязычный альбом группы. Название альбома является английским выражением, означающим «легок на помине».
Часто встречается упоминание о том, что альбом «Talk Of The Devil» вышел в 1991 году, но на самом конверте пластинки указано — «Этот альбом записан группой Мастер в феврале 1992 года». Также в интернете есть видеозапись, где записывают бэк-вокал для альбома, которая датируется 24 марта 1992 года, а значит, альбом никак не мог издаваться раньше 1992 года.
В 2002 году «Talk Of The Devil» был переиздан компанией Moroz Records с полностью изменённой обложкой и добавлением бонус-трека «Lock them in graves» с первого концертного альбома группы Мастер — «Live», 1995 года, который компания Moroz Records не переиздала.
Второй раз альбом переиздавался компанией CD-Maximum в 2007 году.

## Список композиций
Все тексты написаны Олегом Горбуновым, кроме отмеченных.
| №   | Название                                               | Текст песни  | Музыка                                      | Длительность |
| --- | ------------------------------------------------------ | ------------ | ------------------------------------------- | ------------ |
| 1.  | «Intro Golgotha» (Интро Голгофа)                       | —            | Кирилл Покровский                           | 2:08         |
| 2.  | «Talk of the Devil» (Помяни чёрта)                     |              | Андрей Большаков                            | 4:21         |
| 3.  | «Danger» (Опасность)                                   |              | Сергей Попов                                | 4:06         |
| 4.  | «Fallen angel» (Падший ангел)                          |              | Большаков                                   | 4:40         |
| 5.  | «Live to die» (Живи, чтобы умереть)                    |              | Попов                                       | 4:00         |
| 6.  | «Tsar» (Царь)                                          |              | Попов                                       | 3:42         |
| 7.  | «Heroes» (Герои)                                       |              | Алик Грановский                             | 4:06         |
| 8.  | «Romance (bass-solo)» (Романс)                         | —            | Грановский                                  | 1:30         |
| 9.  | «I hate your sex» (Я ненавижу твой секс)               |              | Большаков                                   | 2:24         |
| 10. | «Paranoid (Black Sabbath-cover)» (Параноик)            | Гизер Батлер | Оззи Осборн, Тони Айомми, Батлер, Билл Уорд | 2:39         |
| 11. | «Lock them in graves» (бонус-трек переиздания 1995 г.) |              |                                             |              |

## Участники записи

### Группа «Мастер»
- Михаил Серышев — вокал.
- Андрей Большаков — гитара.
- Алик Грановский — бас-гитара.

### Сессионные участники
- Сергей Попов —гитара.
- Игорь Кожин — гитара.
- Владимир Ермаков — ударные (2).
- Андрей Шатуновский — ударные (3-6).
- Сергей Ефимов — ударные (7).
- Андрей Моисеев — ударные (9).
- Павел Чиняков — ударные (10).
- Кирилл Покровский — клавишные (1).
- Светлана Грановская — клавишные (9).
- Алла Ампар, Светлана Ботвина, Александр Зотов и Михаил Серышев — хор (3).
- Валерий Кипелов, Сергей Ефимов, Павел Чиняков, Евгений Трушин, Михаил Серышев, Андрей Большаков и Алик Грановский — бэк-вокал.
- Запись студии SNC (2 — 10) и «Young Masters» (1)
- Звукорежиссёр: Евгений Трушин
- Менеджер: Андрей Большаков
- Художник: Владимир Гришечко (V. Gree)
- Дизайн оформления — Андрей Большаков и Владимир Гришечко

Для записи хора в песне Fallen Angel Михаил Серышев пригласил людей из храма Михаила Архангела.

## Наследие
В конце декабря 2023 года бывший гитарист группы Андрей Большаков объявил о создании супергруппы «Воля и разум». Помимо Андрея в состав коллектива войдут ещё 2 бывших участника «Мастера» — вокалист Михаил Серышев (пел в группе в 1987—1999 годах) и гитарист Алексей Страйк (играл в Мастере в 2001—2008 годах). В концертную программу группы войдут несколько англоязычных композиций из Talk of the Devil, включая кавер на Paranoid группы Black Sabbath.